# Limes Moesiae

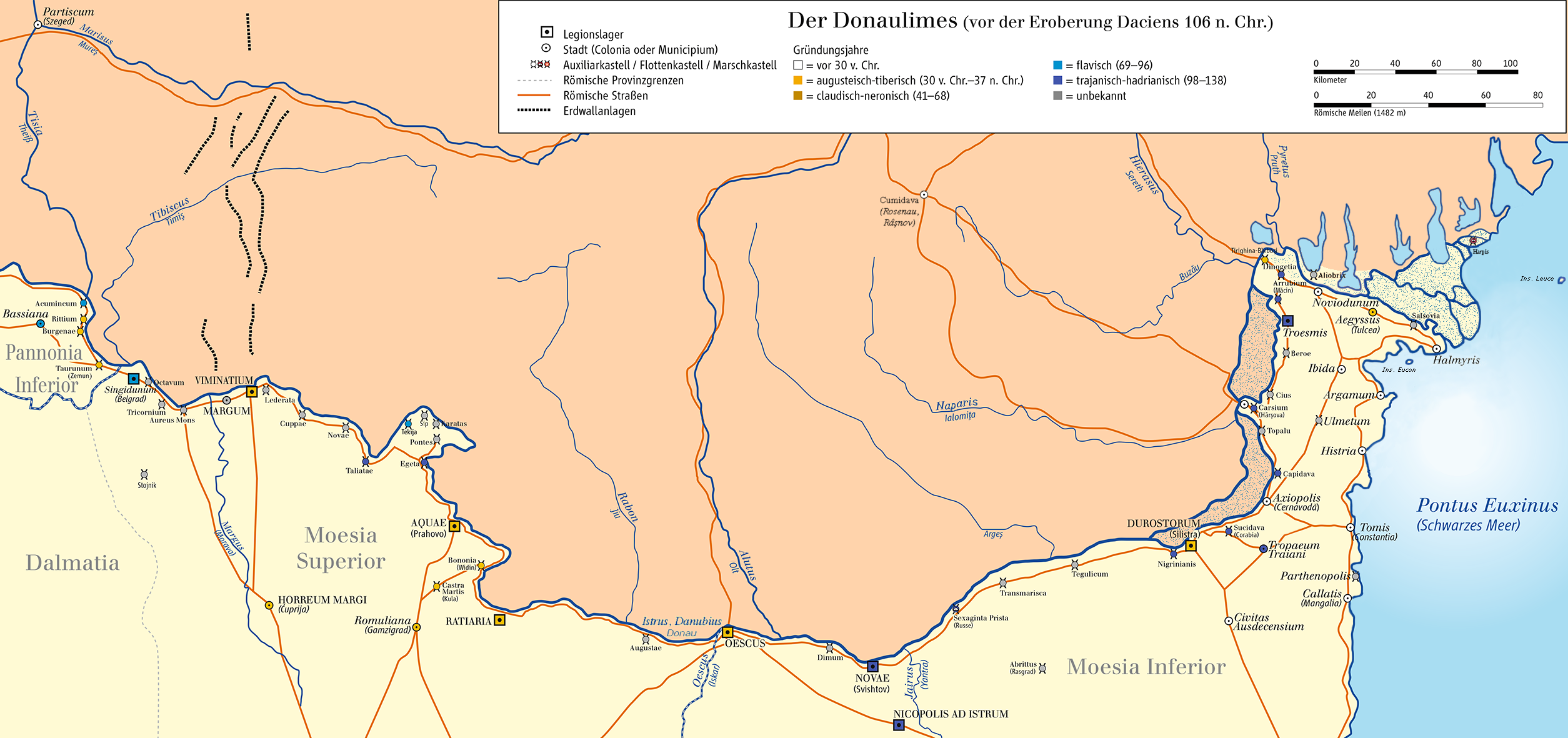
El sistema defensivo del Danubio antes del año 106.

El Limes Moesiae o Limes Moesicus es el término moderno dado a una serie de fortalezas romanas en la frontera norte de la provincia de Mesia a lo largo del río Danubio entre la costa del mar Negro y Panonia desde el siglo I. Consistía en la sección oriental del llamado Limes del Danubio y protegía las provincias romanas de Mesia Superior e Inferior al sur del río. La parte oriental (hoy en Rumanía) es conocida en ocasiones como Limes Scythiae minoris, ya que estaría más tarde en la provincia de Escitia Menor.

## Características
El Limes Moesiae incluye en líneas generales los fuertes y stationes a lo largo del Danubio desde Singidunum (Belgrado) a la desembocadura del río en el mar Negro. No estaba fortificada con empalizadas o un muro fronterizo sino que los fuertes estaban conectados por una calzada y tenían el refuerzo de ocho fortalezas legionarias, muchos fuertes para tropas auxiliares y torres de vigía y señales. Los fuertes del Danubio están separados entre sí entre 10 y 30 km y a menudo no se ven entre sí.
Las fortalezas legionarias eran ocho: Singidunum, Viminacium, Aquae, Ratiaria, Oescus, Novae, Dorostorum y Troesmis. Otros fuertes en el Danubio incluian a Augustae, Valeriana, Variana, Almus, Regianum, Dimum, Nikópol, Dorticum, Sexaginta Prista, Scaidava, Arrubium, Bononia y Ad mare Castrum.
La frontera se dividía en dos grandes secciones en el río Iskar en Oescus, marcando asimismo la frontera entre las provincias de Mesia Superior e Inferior. La garganta del río en Đerdap formaba una barrera entre el noroeste y el noreste de Mesia difícil de superar, complicando la comunicación entre los ejércitos de Panonia y Mesia. Este problema se solucionó con la construcción de una carretera de tres metros de ancho bajo Trajano, que usó a la Legio VII Claudia para excavar el camino en la roca. Otra mejora para la navegación fue la coonstrucción de un canal cerca de Novi Sip para evitar los peligrosos rápidos. Sus dos extremos eran vigilados por fuertes. El edificio más conocido de este limes fue el Puente de Trajano en Drobeta/Turnu Severin de principios del siglo II, el primer puente permanente sobre el bajo Danubio, con fuertes en cada uno de sus extremos.

## Historia

Limes Moesiae y otros sistemas defensivos romanos en la región.

### Establecimiento
Augusto fue el primero en expandir la frontera sudeste de Macedonia a la línea del Danubio para incrementar la profundidad estratégica entre la frontera e Italia y proporcionar una ruta de suministros fluvial para los ejércitos romanos en la región. Se le dio prioridad al bajo Danubio y Marco Licinio Craso, procónsul de Macedonia desde el 29 a. C. llevó a los bastarnos hacia el Danubio. La Legio IV Scythica fue inicialmente estacionada en Mesia (probablemente en Viminacium para contrarrestar los ataques provenientes de Tracia y los agresivos pueblos del norte del río. Como resultado del continuo saqueo por parte de los dacios cada vez se congelaba el río, Augusto decidió enviar contra ellos a alguno de sus probados generales como Sexto Elio Cato y Gneo Cornelio Léntulo Augur entre el 1 y el 11 a. C. Léntulo los devolvió al norte del río y emplazó numerosas guarniciones en la orilla derecha del río para defenderla de posibles futuras incursiones. Estas guarniciones serían la semilla del Limes Moesiae. En esta fase, los fuertes fronterizos estaban defendidos por muros de tierra y empalizadas de madera.
Mesia pasó a ser una provincia aparte en el año 6 d. C. Las expediciones militares romanas más allá del Danubio llegaron hasta unos cien kilómetros al norte del delta del Danubio. Por su parte, los dacios incursionaron al sur del río en 68-69 y a finales del año 85 o comienzos del 86 el rey Duras atacó Mesia cogiendo a los romanos por sorpresa, por lo que le gobernador, Cayo Opio Sabino, y sus tropas, fueron aniquiladas.
Justo antes de la guerra de Dacia de Domiciano que siguió a la incursión dacia,  en el año 87 el emperador reemplazó las defensas de madera y tierra de los fuertes del Danubio por construcciones en piedra (sirva de ejemplo Taliata). Acompañado por Cornelio Fusco, prefecto del pretorio, se dirigió a Mesia con las legiones Legio IV Flavia Felix de Dalmacia, Legio I Adiutrix y Legio II Adiutrix, limpiando definitivi,amentede invasores la provincia.

### Expansión más allá dellimes
En el invierno de los años 98-99 Trajano llegó al Danubio, montando sus cuarteles en el fuerte de Diana junto al actual Kladovo iniciando las preparaciones de su ataque a Dacia en las Puertas de Hierro, construyendo bajo el fuerte de Pontes un gran puerto con grandes horrea. Entre la primera y segunda guerra, entre 103 y 105, el arquitecto Apolodoro de Damasco construiría aquí el puente de Trajano, uno de los mayores logros de la ingeniería romana.
La ocupación militar total de la llanura entre el somontano de los Cárpatos y el Danubio se dio a finales de la primera guerra de Trajano (101-102). La mayoría de los fuertes de esta zona, sin embargo, serían establecidos solo tras la conquista final del reino dacio en 106. Los romanos no retiraron las guarniciones de este limes por la necesidad de preservar el control del transporte y comercio por el río y porque las tropas aquí emplazadas constituían una reserva estratégica a usar en otros frentes cuando fuera necesario.
El abandono de Moldavia y la creación del Limes Transalutanus pueden ser fechados en el reinado de Adriano. Tras un largo periodo de paz, Septimio Severo reconstruyó las defensas de Mesia Superior y bajo Caracalla se extendieron los trabajos de recuperación como puede observarse en Pontes y en otros fuertes de las Puertas de Hierro, donde el diseño original fue reforzado con puertas y torres. Un nuevo fuerte fue construido en una isla en el río Porečka.

### Retirada al Danubio
La retirada romana de Dacia ocurrió durante el reinado de Galieno (260-68), antes de la fecha tradicional del 275 cuando Aureliano estableció la provincia de Dacia al sur del Danubio. En el periodo romano tardío, la extendión del control y la ocupación militar del territorio al norte del Danubio es objeto de controversia. El fuerte romano de Pietroasa de Jos, en una posición avanzada cercana a Moldavia parece haber sido ocupado hasta el siglo IV, así como otros fuertes en la orilla izquierda del río como Sucidava (cabeza del Puente de Trajano), Barboşi, y la no ubicada Constantiniana Daphne.
El Brazda lui Novac de Nord (o Muro de Constantino), fue construido, según recientes investigaciones en tiempos de este emperador (330), al mismo tiempo que los Diques del Diablo o Limes Sarmatiae, una serie de terraplenes defensivos con foso construidos entre Rumania y las llanuras de Panonia. De manera similar, aunque aprovechando en parte el Limes Transalutanus, existe el conocido como Brazda lui Novac de Sud, cuya función y orígenes son inciertos. La ausencia de evidencias de fuertes romanos tardíos o asentamientos a lo largo de su recorrido y al sur del miso sugiere una fecha más tardía, probablemente medieval.